# La famiglia nella società contemporanea
La famiglia nella società contemporanea è un libro scritto da Chiara Saraceno, docente di sociologia, nel quale l'autrice si propone di presentare le caratteristiche della famiglia tipo moderna, sottoposta alle continue evoluzioni sociali, che convertendo la società agricola-contadina in una prettamente urbano-industriale, hanno privato la famiglia del ruolo primario produttivo e sociale modificandone i compiti e anche, in un certo senso, l'importanza.
La Saraceno avverte il lettore che la famiglia dal punto di vista sociologico è stata scoperta da pochi anni,  da quando la presunta sacralità e naturalità sono state messe in dubbio dalle continue crisi della struttura familiare, dei ruoli e degli ambiti. Già nella seconda metà dell'Ottocento, sia gli studiosi della società, Marx in testa e gli antropologi come Morgan elaborarono teorie sullo sviluppo delle famiglie correlate ai modi di produzione e alle forme di organizzazione politica.
L'autrice illustra le origini della famiglia nucleare, e le differenze rispetto alla famiglia estesa  caratterizzata da una carica emozionale-affettiva ridotta e da una prevalenza dell'aspetto economico-produttivo (agricoltori) o tradizionale (nobili) come collante strutturale.
Il libro sottolinea la rivoluzione della famiglia borghese, per quanto riguarda i rapporti fra amore e sesso, il nuovo ruolo della donna, l'allontanamento dei bambini dal lavoro e la loro istruzione a scuola e la scissione fra pubblico e privato e casa e lavoro. Nell'ultima fase storica, ci avverte la Saraceno, alcune abitudini e tendenze relazionali e sociali mutate stanno indicando se non proprio il disfacimento della famiglia, quanto meno l'alterazione degli equilibri affettivi e dei ruoli al suo interno.
L'autrice presenta le varie tipologie familiari storiche associandole ai rapporti socio-economici, partendo dal Quattrocento europeo per giungere fino ai nostri giorni. Il libro elenca le cause dell'alterazione della composizione delle famiglie, trovandole nel femminismo, nello sviluppo tecnologico e nelle tecniche contraccettive.
L'ultima parte del libro è dedicata alla presentazione della politica familiare di vari paesi mondiali, tra i quali annoveriamo l'esperienza del kibbutz israeliani.

## Edizioni
- Chiara Saraceno, La famiglia nella società contemporanea, Loescher, 1975,  pp.252 , cap.5.